# Пруды (Дубишенская волость)
Пруды́ — деревня в Дедовичском районе Псковской области России. Входит в состав Шелонской волости.
Расположена на северо-востоке района, в 15 км к северо-востоку от районного центра Дедовичи и в 4 км от деревни Крутец.

## Население
Численность населения деревни на 2000 год составляла 36 человек.

## История
До 3 июня 2010 года деревня была в составе ныне упразднённой Крутецкой волости Дедовичского района.